# Marco Morgenstern
Marco Morgenstern (Dohna, 6 agosto 1972) è un ex biatleta tedesco.

## Biografia
In Coppa del Mondo ottenne il primo risultato di rilievo il 10 dicembre 1994 a Bad Gastein (50°), il primo podio il 14 dicembre 1997 a Östersund (3°) e la prima vittoria il 20 gennaio 2001 ad Anterselva.
In carriera prese parte a tre edizioni dei Campionati mondiali, vincendo una medaglia.

## Palmarès

### Mondiali
- 1 medaglie:
  - 1 bronzo (gara a squadre a Canmore 1994)

### Coppa del Mondo
- Miglior piazzamento in classifica generale: 16º nel 2000
- 4 podi (tutti a squadre[1]):
  - 2 vittorie
  - 2 secondi posti

#### Coppa del Mondo - vittorie
| Data            | Località   | Nazione | Spec.                                           |
| --------------- | ---------- | ------- | ----------------------------------------------- |
| 20 gennaio 2001 | Anterselva | Italia  | RL (con Sven Fischer, Frank Luck e Ricco Groß)  |
| 8 dicembre 2001 | Hochfilzen | Austria | RL (con Ricco Groß, Michael Greis e Frank Luck) |

Legenda:

RL = staffetta